# Supertungvikt i fristil i brottning vid olympiska sommarspelen 1972
Herrarnas brottningsturnering i fristil i viktklassen supertungvikt vid olympiska sommarspelen 1972 avgjordes i Fairgrounds, Judo and Wrestling Hall i München. 

## Medaljörer
| Klass         | Guld                             | Silver                     | Brons              |
| Supertungvikt | Aleksandr Medved · Sovjetunionen | Osman Duraliev · Bulgarien | Chris Taylor · USA |

## Resultat
Legend
- TF — Vinst genom fall
- IN — Vinst genom att motståndaren skadas
- DQ — Vinst genom passivitet
- D1 — Vinst genom passivitet, vinnaren är också passiv
- D2 — Båda brottarna förlorade på grund av passivitet
- FF — Vinst genom förverkande
- DNA — Anlände inte
- TPP — Totala straffpoäng
- MPP — Matchstraffpoäng

Straff
- 0 — Vinst genom fall, teknisk överlägsenhet, passivitet, skada och förverkande
- 0.5 — Vinst på poäng, 8-11 poängs skillnad
- 1 — Vinst på poäng, 1-7 poängs skillnad
- 2 — Vinst på passivitet,  vinnaren är också passiv
- 3 — Förlust på poäng, 1-7 poängs skillnad
- 3.5 — Förlust på poäng, 8-11 poängs skillnad
- 4 — Förlust genom fall, teknisk överlägsenhet, passivitet, skada och förverkande

### Elimineringsrunda

#### Omgång 1
| TPP | MPP |                            | Poäng |                              | MPP | TPP |
| --- | --- | -------------------------- | ----- | ---------------------------- | --- | --- |
| 1   | 1   | Stanisław Makowiecki (POL) |       | Yorihide Isogai (JPN)        | 3   | 3   |
| 3.5 | 3.5 | Miguel Zambrano (PER)      |       | Moslem Eskandar-Filabi (IRI) | 0.5 | 0.5 |
| 3   | 3   | Chris Taylor (USA)         |       | Aleksandr Medved (URS)       | 1   | 1   |
| 0   | 0   | Gıyasettin Yılmaz (TUR)    | 1:17  | Oldřich Vlasák (TCH)         | 4   | 4   |
| 0   | 0   | Wilfried Dietrich (FRG)    | 5:22  | István Maróthy (HUN)         | 4   | 4   |
| 1   | 1   | Osman Duraliev (BUL)       |       | Peter Germer (GDR)           | 3   | 3   |
| 0   |     | Ştefan Stîngu (ROU)        |       | Bye                          |     |     |

#### Omgång 2
| TPP | MPP |                              | Poäng |                            | MPP | TPP |
| --- | --- | ---------------------------- | ----- | -------------------------- | --- | --- |
| 2.5 | 2.5 | Ştefan Stîngu (ROU)          |       | Stanisław Makowiecki (POL) | 2.5 | 3.5 |
| 4   | 1   | Yorihide Isogai (JPN)        |       | Miguel Zambrano (PER)      | 3   | 6.5 |
| 3.5 | 3   | Moslem Eskandar-Filabi (IRI) |       | Chris Taylor (USA)         | 1   | 4   |
| 1   | 0   | Aleksandr Medved (URS)       | 8:59  | Gıyasettin Yılmaz (TUR)    | 4   | 4   |
| 8   | 4   | Oldřich Vlasák (TCH)         | 6:54  | Wilfried Dietrich (FRG)    | 0   | 0   |
| 8   | 4   | István Maróthy (HUN)         | 4:56  | Osman Duraliev (BUL)       | 0   | 1   |
| 3   |     | Peter Germer (GDR)           |       | Bye                        |     |     |

#### Omgång 3
| TPP | MPP |                            | Poäng |                              | MPP | TPP |
| --- | --- | -------------------------- | ----- | ---------------------------- | --- | --- |
| 5   | 2   | Peter Germer (GDR)         |       | Ştefan Stîngu (ROU)          | 2   | 4.5 |
| 7.5 | 4   | Stanisław Makowiecki (POL) | 2:35  | Moslem Eskandar-Filabi (IRI) | 0   | 3.5 |
| 8   | 4   | Yorihide Isogai (JPN)      | 1:45  | Chris Taylor (USA)           | 0   | 4   |
| 2   | 1   | Aleksandr Medved (URS)     |       | Wilfried Dietrich (FRG)      | 3   | 3   |
| 8   | 4   | Gıyasettin Yılmaz (TUR)    | 2:31  | Osman Duraliev (BUL)         | 0   | 1   |

#### Omgång 4
| TPP | MPP |                      | Poäng |                              | MPP | TPP |
| --- | --- | -------------------- | ----- | ---------------------------- | --- | --- |
| 8   | 3   | Peter Germer (GDR)   |       | Moslem Eskandar-Filabi (IRI) | 1   | 4.5 |
| 8.5 | 4   | Ştefan Stîngu (ROU)  | 1:26  | Aleksandr Medved (URS)       | 0   | 2   |
| 5   | 1   | Chris Taylor (USA)   |       | Wilfried Dietrich (FRG)      | 3   | 6   |
| 1   |     | Osman Duraliev (BUL) |       | Bye                          |     |     |

#### Omgång 5
| TPP | MPP |                              | Poäng |                        | MPP | TPP |
| --- | --- | ---------------------------- | ----- | ---------------------- | --- | --- |
| 4   | 3   | Osman Duraliev (BUL)         |       | Chris Taylor (USA)     | 1   | 6   |
| 8.5 | 4   | Moslem Eskandar-Filabi (IRI) | 4:01  | Aleksandr Medved (URS) | 0   | 2   |

#### Sista omgångarna
| TPP | MPP |                      | Poäng |                        | MPP | TPP |
| --- | --- | -------------------- | ----- | ---------------------- | --- | --- |
| 3   | 3   | Osman Duraliev (BUL) |       | Aleksandr Medved (URS) | 1   | 1   |